# Núi lửa Taal phun trào 2020
Núi lửa Taal ở Philippines đã phun trào bắt đầu vào ngày 12 tháng 1 năm 2020. Viện Núi lửa và địa chấn học Philippines (PHIVOLCS) đã đưa ra Cảnh báo cấp 4, cho thấy "một vụ phun trào bùng nổ dữ dội có thể xảy ra trong vài giờ đến vài ngày." Đó là một vụ phun trào trên bề mặt hoặc tầng ngầm có nước, làm nóng và phun ra hơi nước và tro bụi, ảnh hưởng Calabarzon, Metro Manila và một số khu vực của Trung Luzon, dẫn đến việc đình chỉ các lớp học, lịch trình làm việc và các chuyến bay.

## Diễn biến sự kiện

Phun trào phreatic được chụp tại miệng núi lửa chính của núi lửa Taal. Video được lấy từ camera IP được cài đặt của PHIVOLCS theo dõi núi lửa Taal.

Núi lửa phun trào vào chiều ngày 12 tháng 1 năm 2020, 43 năm sau lần phun trào gần nhất vào năm 1977. Theo giám đốc PHIVOLCS là Renato Solidum, một vụ phun trào phreatic lần đầu tiên được ghi nhận vào khoảng 1 giờ chiều theo Giờ chuẩn Philippines (UTC+8). Những âm thanh ầm ầm được cảm nhận và nghe thấy từ đảo núi lửa. Đến 2:30 chiều, PHIVOLCS đã nâng mức cảnh báo lên Cảnh báo cấp 2 sau khi vụ nổ mạnh hơn được ghi lại vào khoảng 2 giờ chiều. Sau đó là một vụ nổ mạnh hơn vào khoảng 3 giờ chiều, phun ra một cột tro cao 100 mét, khiến PHIVOLCS phải nâng cấp trạng thái cảnh báo lên Cảnh báo cấp 3 trước 4 giờ chiều. Hơn nữa, Solidum cũng xác nhận rằng có sự xâm nhập magma có khả năng là nguyên nhân dẫn đến phun trào phreatic của núi lửa vào sáng và buổi chiều Chủ nhật. PHIVOLCS đã ra lệnh sơ tán tại các thị trấn Balete, San Nicolas và Talisay ở Batangas và các thị trấn khác cạnh bờ hồ Taal. Đến 7:30 tối, PHIVOLCS đã nâng cấp trạng thái cảnh báo lên Cảnh báo cấp 4 sau khi các hoạt động núi lửa tăng cường "phun trào liên tục tạo ra một cột hơi nước mạt vụn núi lửa cao 10 đến 15 kilômét (6,2 đến 9,3 mi) với sét núi lửa và mưa tro núi lửa bay đến phía bắc đến tận thành phố Quezon và Caloocan." Lượng mưa tro từ núi lửa cũng ảnh hưởng Cavite và Laguna đến tận Metro Manila và Sân bay quốc tế Clark.

Vụ phun trào nhìn từ khung cảnh thành phố Tagaytay.

Vào Thứ Hai, ngày 13 tháng 1, PHIVOLCS đã đưa tin núi lửa đã phun trào theo kiểu phun trào strombilian trong khoảng thời gian từ 2:48 sáng đến 4:28 sáng. Một vụ phun dung nham được ghi lại lúc 3:20 sáng. Bộ Tài nguyên Môi trường đã trình bày nghiên cứu đưa ra các chỉ số chất lượng không khí của các thành phố ở khu vực Metro Manila đã trở nên tồi tệ; Mandaluyong có lượng bụi thô lớn nhất có thể hít vào (PM10) với mức 118, tiếp theo là Las Piñas (108) và Taguig (104), tất cả đều được "coi là không lành mạnh cho các nhóm người nhạy cảm" với các vấn đề về hô hấp. Trong khi đó, các thành phố có số lượng PM10 ít hơn là San Juan và Malabon, cả hai đều ở mức "tốt" lần lượt là 22 và 28. Ở mức khác, PM10 ở Pasig (55), Parañaque (62) và Makati (63).

### Động đất
Kể từ Thứ Ba, ngày 14 tháng 1, Hội đồng quản lý và giảm thiểu rủi ro thiên tai quốc gia (NDRRMC) đã báo cáo tổng cộng 286 trận động đất núi lửa ở khu vực Taal kể từ khi phun trào. Mạnh nhất là một loạt các trận động đất mạnh 4,1 Mw bắt nguồn từ địa điểm cách 6 km (3,7 dặm) về phía tây bắc của Agoncillo, Batangas, được ghi nhận ít nhất ba lần: vào lúc 11 giờ 59 phút ngày 12 tháng 1, 3:11 sáng ngày 13 tháng 1 và 6:35 sáng cùng ngày hôm đó. Kết quả là, cường độ III ("yếu") trên thang cường độ động đất PHIVOLCS đã được cảm nhận ở Tagaytay và cường độ II ("cảm nhận hơi hơi") đã được cảm nhận ở Malabon. Từ 11:39 tối ngày 13 tháng 1 đến 5:50 sáng ngày hôm sau, PHIVOLCS đã báo cáo tổng cộng 44 trận động đất ở các thị trấn Calaca, Laurel, Lemery, Mataasnakahoy, San Luis, Taal và Talisay ở Batangas, và tại Alfonso, Cavite; trong số đó những địa điểm mạnh nhất có cường độ 3,6 Mw ở Taal, được cảm nhận ở cường độ III tại Tagaytay, và cường độ 3,9 Mw bắt nguồn tại địa điểm cách 7 km (4,3 dặm) về phía đông bắc Talisay lúc 2:05 sáng, cường độ IV ("mạnh vừa phải") trong Tagaytay và cường độ II ở Malabon và Pasay.

## Phản hồi
Vào ngày 12 tháng 1 năm 2020, Cơ quan Sân bay Quốc tế Manila (MIAA) đã đình chỉ tất cả các chuyến bay đến và đi từ tất cả các nhà ga của Sân bay quốc tế Ninoy Aquino (NAIA) tại Manila sau vụ phun trào. MIAA ghi nhận rằng ít nhất 516 chuyến bay từ và chuyến bay đến NAIA đã bị đình chỉ, với khoảng 80.000 hành khách bị ảnh hưởng. Vào ngày 13 tháng 1, các hoạt động tại NAIA đã hoạt động trở lại một phần từ 10 giờ sáng trở đi, mặc dù nhiều chuyến bay vẫn bị hủy hoặc bị trì hoãn. Đến ngày 14 tháng 1, 604 chuyến bay đã bị hủy theo NDRRMC.
Tổng thống Rodrigo Duterte ở thành phố Davao suốt vụ phun trào, đã ra lệnh cho Bộ trưởng Điều hành Salvador Medialdea đình chỉ các lớp học và công việc của chính phủ tại Calabarzon, Trung Luzon và Metro Manila. Tổng thống Duterte đã bay tới Manila vào sáng ngày 13 tháng 1 và tiếp tục với các hoạt động theo lịch trình của mình ở đó. Duterte đã đến thăm những người di tản tại thành phố Batangas vào ngày 14 tháng 1 và cam kết cung cấp hỗ trợ tài chính trị giá 130 triệu peso Philippines (2,6 triệu đô la Mỹ) cho các cư dân bị ảnh hưởng. Đồng thời, Phó Tổng thống Leni Robredo đã đến thăm thị trấn Santa Teresita, San Jose và Santo Tomas ở Batangas, những nơi đó bà giúp phân phát các gói thực phẩm và mặt nạ cho những người dân bị ảnh hưởng. Robredo nhấn mạnh việc thiếu thuốc men, nhà vệ sinh, đồ dùng vệ sinh và thảm ngủ cần thiết cung cấp cho họ, ngoài việc cấp thực phẩm và nước. Bà cũng yêu cầu các quan chức địa phương chuẩn bị một bản kiểm kê thiệt hại. Chủ tịch Thượng viện Tito Sotto đề xuất dùng kỹ thuật Hạt giống trên đám mây để dọn sạch tro bụi và mảnh vụn. Tuy nhiên, các quan chức của PHIVOLCS và PAGASA đã từ chối đề xuất này vì sợ rằng việc gieo hạt trên đám mây có thể dẫn đến mưa axit hoặc lahar. Sau vụ phun trào, Thượng nghị sĩ Grace Poe đã thúc đẩy việc thành lập Cục Quản lý khẩn cấp và ứng phó thảm họa, một bộ phận điều hành chịu trách nhiệm quản lý khẩn cấp.

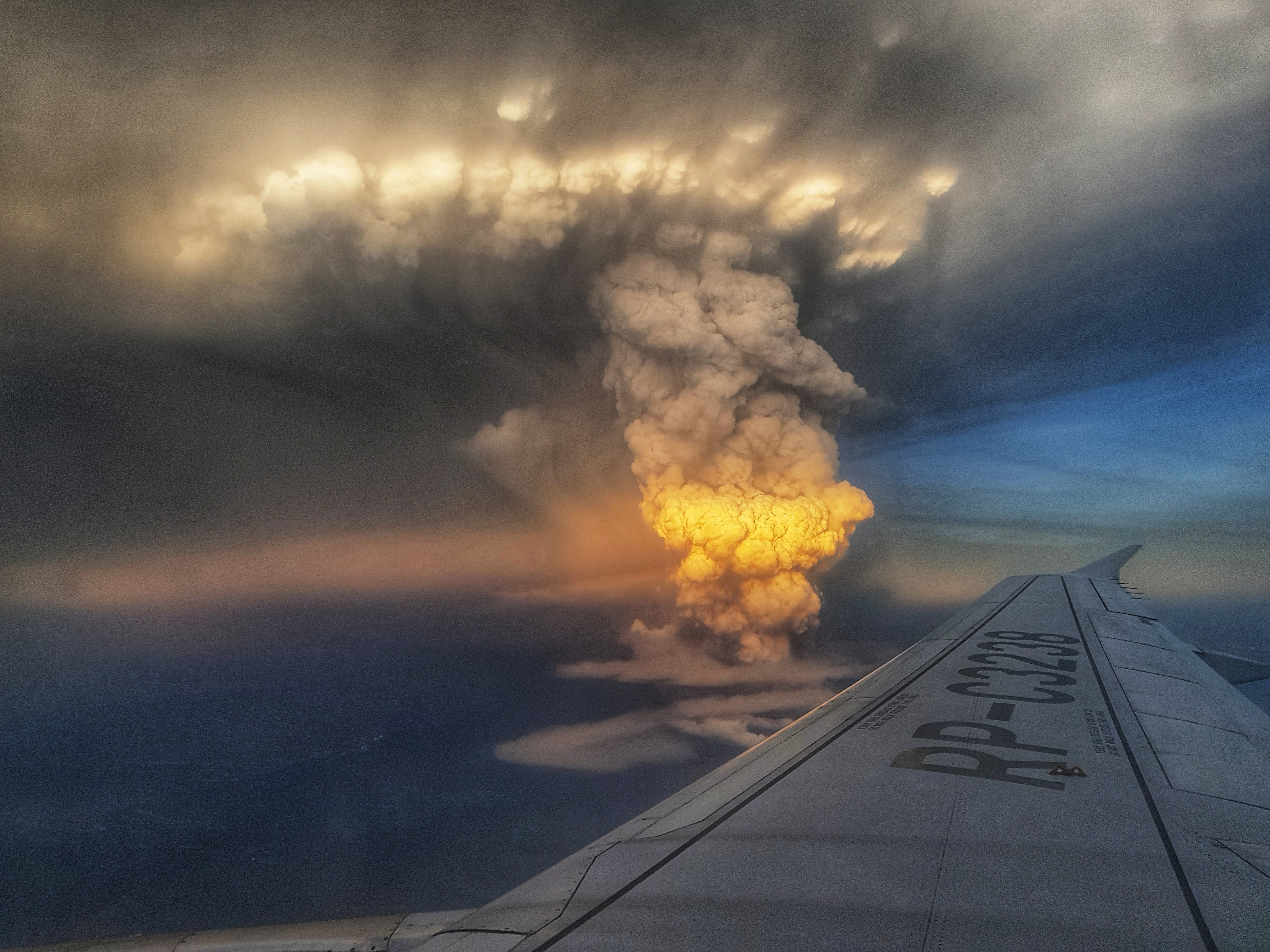
Quang cảnh vụ phun trào từ máy bay

Bộ Y tế Philippines (DOH) khuyến cáo người dân ở trong nhà và hạn chế tối đa các hoạt động ngoài trời. Họ cũng khuyên công chúng không nên mua và tiêu thụ cá từ hồ Taal, chẳng hạn như cá rô phi và cá mòi nước ngọt, vì những loại cá này có thể đã bị ảnh hưởng bởi lưu huỳnh từ vụ phun trào. Nhu cầu về mặt nạ N95 tăng lên nhanh chóng, một số cửa hàng tăng giá lên tới 200 peso (3,95 đô la) từ mức giá tiêu chuẩn 25 đến 40 peso (0,49 - 0,79 đô la). Bộ Thương mại và Công nghiệp cử các đội đến theo dõi và quan sát sự biến động của giá bán lẻ trên thị trường và cảnh báo các doanh nghiệp, chống lại việc tăng giá. Tổng thống Duterte có kế hoạch áp dụng quy định giới hạn giá đối với mặt nạ mà ông vẫn chưa tìm kiếm sự chấp thuận từ DOH. Thị trưởng Manila Isko Moreno đe dọa sẽ thu hồi giấy phép của các công ty vật tư y tế trong thành phố liên quan đến việc tăng giá mặt nạ. Mercury Drug, một hệ thống dược phẩm lớn, cam kết sẽ bổ sung nguồn cung cho mặt nạ để giá ổn định và sẽ hạn chế đầu cơ nguồn cung.
Vào ngày 13 tháng 1, Ban lãnh đạo tỉnh Batangas đã tuyên bố tỉnh này trong tình trạng khẩn cấp sau vụ phun trào, ra lệnh sơ tán cư dân trong bán kính 14 kilômét (8,7 mi) từ núi lửa. Văn phòng Điều phối các vấn đề nhân đạo của Liên hợp quốc đã đưa ra một báo cáo tình hình ước tính 459.300 người nằm trong vùng nguy hiểm 14 km. Theo báo cáo tình hình của NDRRMC, tổng cộng 6.891 gia đình hay 30.423 người đang trú ẩn trong 118 trung tâm sơ tán. Hơn 24.000 người bị ảnh hưởng và mất điện tại bảy thị xã và thành phố trên khắp Batangas và Cavite. Đường Talisay–Tagaytay ở Calabarzon tạm thời bị đóng vì người dân phải sơ tán. Lượng mưa tro bụi lớn làm giảm tầm nhìn xuống gần bằng 0 ở một số đoạn của đường Santa Rosa–Tagaytay. Bộ phúc lợi xã hội và Phát triển tuyên bố có 5.000 gói thực phẩm gia đình và bộ dụng cụ ngủ trên đường để phân phối cho các trung tâm sơ tán. Vào ngày 14 tháng 1, Bộ Nông nghiệp (DA) báo cáo rằng thiệt hại mùa màng do vụ phun trào được ước tính là 577,59 triệu peso (11.420.479 USD), liên quan 2,722 hécta (0,02722 km2) bao gồm 1.967 đầu động vật và 15.033 tấn (15.033.000 kg) thủy sản. Tập đoàn bảo hiểm cây trồng Philippines đã trấn an khoảng 1.200 nông dân và ngư dân ở Batangas rằng họ được bảo hiểm khoản vay không lãi suất và thu hồi vốn vay trong ba năm trị giá 25.000 peso (494,13 USD) mỗi người, được cung cấp bởi Ngân hàng nông thôn Mount Carmel. DA có kế hoạch phân phối vật liệu và cơ chế can thiệp vào cây trồng và vật nuôi trị giá 21,7 triệu peso (429.066 USD), bao gồm 5.000 cây giống cà phê và 1.000 cây giống ca cao từ Cục Công nghiệp Thực vật, phân phối đến 17 đơn vị hành chính địa phương ở Batangas. Ngoài ra, Cục Công nghiệp Động vật đã triển khai một đơn vị để giải cứu và sơ tán động vật bị ảnh hưởng bởi vụ phun trào.
Cơ quan phát triển đô thị Manila, Không quân Philippines và Hải quân Philippine cũng cử nhân sự đến giúp đỡ nạn nhân núi lửa. Smart Communications và Globe Telecom cung cấp các cuộc gọi, dịch vụ internet và trạm sạc miễn phí cho những người bị ảnh hưởng. Công ty xử lý nước Manila Water, hợp tác với Văn phòng quản lý và giảm thiểu rủi ro thiên tai của tỉnh Batangas, đã gửi một đoàn gồm 30 tàu chở nước đến các trung tâm sơ tán khác nhau ở Batangas. Công ty cũng đang gửi 2.000 chai nước loại 5 Gallon.
Sở giao dịch chứng khoán Philippines tạm ngừng giao dịch sau vụ phun trào vào ngày 13.